# Sharon van Rouwendaal
Sharon van Rouwendaal (* 9. September 1993 in Baarn) ist eine niederländische Schwimmerin. Sie tritt sowohl im Freiwasser- als auch im Beckenschwimmen an und ist auf das Freistil- sowie Rückenschwimmen spezialisiert. 2016 wurde sie Olympiasiegerin bei den Olympischen Spielen in Rio de Janeiro im 10-Kilometer-Freiwasserrennen. Bei den Olympischen Spielen in Tokio fünf Jahre später gewann sie über dieselbe Distanz Silber.

## Werdegang
Sharon van Rouwendaal wurde in Baarn geboren und wuchs in Soest in der Provinz Utrecht auf. Sie zog später mit ihren Eltern nach Frankreich, kehrte aber 2009 in die Niederlande zurück, um in Eindhoven zu trainieren. Ab 2013 lebte sie wieder in Frankreich und trainierte bei Philippe Lucas in Narbonne. Seit 2020 trainiert van Rouwendaal beim SC Magdeburg in der Trainingsgruppe vom deutschen Bundestrainer Bernd Berkhahn.
International trat sie erstmals 2008 in Erscheinung, als sie bei den Junioreneuropameisterschaften in Belgrad einmal Gold und dreimal Silber über die Mittel- und Langdistanzen im Freistil gewann. Im gleichen Jahr debütierte sie bei der Kurzbahn-EM in Rijeka im Seniorenbereich und belegte über 800 und 400 m Freistil Rang 12 bzw. 17. In den Folgejahren spezialisierte sie sich unter ihrem Trainer Marcel Wouda in Eindhoven zunehmend auf das Rückenschwimmen und gewann bei den Kurzbahneuropameisterschaften 2010 in Eindhoven mit Silber über 100 und 200 m Rücken ihre ersten internationalen Medaillen bei den Senioren. Bei den Weltmeisterschaften 2011 in Shanghai gewann sie über 200 m Rücken Bronze und damit zum ersten Mal WM-Edelmetall. Sie nahm an den Olympischen Spielen 2012 in London teil und belegte dort mit der niederländischen Lagenstaffel den sechsten Platz. Bei ihren beiden Einzelstarts schied sie über 100 m Rücken im Vorlauf und über 200 m Rücken im Halbfinale aus.
Seit ihrer Rückkehr nach Frankreich konzentriert sich Sharon van Rouwendaal wieder auf das Freistilschwimmen. Sie gewann 2013 bei der Kurzbahn-EM Bronze über 800 m Freistil und startete 2014 erstmals im Freiwasserschwimmen. Bei den Europameisterschaften in Berlin gewann sie Gold über die 10 km und im Teamwettbewerb über 5 km sowie Silber über 5 km. Daneben nahm sie auch an Beckenwettbewerben teil und gewann Silber über 400 m Freistil; über die 800 m wurde sie Fünfte. Bei den Kurzbahnweltmeisterschaften 2014 in Doha gewann sie Silber über 400 m Freistil und Bronze über die 800 m. Außerdem war sie Teil der niederländischen 4 × 200-m-Staffel, die in Weltrekordzeit Gold gewann.
Bei den Weltmeisterschaften 2015 in Kasan startete van Rouwendaal erneut sowohl im Freiwasser- als auch im Beckenschwimmen. In den Freiwasserwettbewerben wurde sie Vierte über 5 km und gewann Silber sowohl über 10 km als auch im Teamwettbewerb gemeinsam mit Marcel Schouten und Ferry Weertman. Im Becken gewann sie über 400 m Freistil eine weitere Silbermedaille. Zudem erreichte sie über 1500 und 800 m Freistil die Finalläufe und wurde Sechste bzw. Achte. Bei den Kurzbahneuropameisterschaften 2015 in Netanja gewann sie wie zwei Jahre zuvor Bronze über 800 m Freistil, über die halbe Distanz wurde sie Fünfte. 2016 erreichte sie bei den Europameisterschaften im Beckenschwimmen in London die Finals über 400 und 800 m Freistil und wurde dort Sechste bzw. Achte. Bei der Freiwasser-EM in Hoorn gewann sie Bronze über 5 km und wurde Vierte über 10 km.
Sharon van Rouwendaal wurde zudem seit 2008 mehrmals niederländische Meisterin auf der Lang- und Kurzbahn im Freistil-, Rücken- und Schmetterlingsschwimmen.

## Bestzeiten und Rekorde
| Persönliche Bestzeiten                                                                           | Persönliche Bestzeiten                                                                           | Persönliche Bestzeiten                                                                           | Persönliche Bestzeiten                                                                           | Persönliche Bestzeiten | Persönliche Bestzeiten | Persönliche Bestzeiten |
| Disziplin                                                                                        | Langbahn                                                                                         | Langbahn                                                                                         | Langbahn                                                                                         | Kurzbahn               | Kurzbahn               | Kurzbahn               |
| ------------------------------------------------------------------------------------------------ | ------------------------------------------------------------------------------------------------ | ------------------------------------------------------------------------------------------------ | ------------------------------------------------------------------------------------------------ | ---------------------- | ---------------------- | ---------------------- |
| 200 m Freistil                                                                                   | 01:58,12 min                                                                                     | 12. Dezember 2014                                                                                | Amsterdam                                                                                        | 01:56,22 min           | 19. Dezember 2010      | Dubai                  |
| 400 m Freistil                                                                                   | NR 04:03,02 min                                                                                  | 2. August 2015                                                                                   | Kasan                                                                                            | NR 03:57,76 min        | 5. Dezember 2014       | Doha                   |
| 800 m Freistil                                                                                   | NR 08:24,12 min                                                                                  | 8. August 2015                                                                                   | Kasan                                                                                            | NR 08:08,17 min        | 4. Dezember 2014       | Doha                   |
| 1500 m Freistil                                                                                  | NR 16:03,37 min                                                                                  | 9. Juli 2015                                                                                     | Bukarest                                                                                         | NR 15:48,67 min        | 22. November 2014      | Montpellier            |
| 5000 m Freistil                                                                                  | NR 56:23,05 min                                                                                  | 7. Februar 2015                                                                                  | Sarcelles                                                                                        | –                      | –                      | –                      |
| 100 m Rücken                                                                                     | 01:00,14 min                                                                                     | 25. Juli 2011                                                                                    | Shanghai                                                                                         | 00:57,91 min           | 16. November 2010      | Eindhoven              |
| 200 m Rücken                                                                                     | NR 02:07,78 min                                                                                  | 30. Juli 2011                                                                                    | Shanghai                                                                                         | NR 02:02,47 min        | 16. Dezember 2011      | Atlanta                |
| 200 m Schmetterling                                                                              | NR 02:08,74 min                                                                                  | 2. April 2015                                                                                    | Limoges                                                                                          | NR 02:06,20 min        | 20. November 2014      | Montpellier            |
| 400 m Lagen                                                                                      | 04:48,19 min                                                                                     | 20. April 2008                                                                                   | Dunkerque                                                                                        | NR 04:33,15 min        | 23. November 2014      | Montpellier            |
| Weltrekord                                                                                       |                                                                                                  |                                                                                                  |                                                                                                  |                        |                        |                        |
| 4 × 200 m Freistil Kurzbahn (gemeinsam mit Inge Dekker, Femke Heemskerk und Ranomi Kromowidjojo) | 4 × 200 m Freistil Kurzbahn (gemeinsam mit Inge Dekker, Femke Heemskerk und Ranomi Kromowidjojo) | 4 × 200 m Freistil Kurzbahn (gemeinsam mit Inge Dekker, Femke Heemskerk und Ranomi Kromowidjojo) | 4 × 200 m Freistil Kurzbahn (gemeinsam mit Inge Dekker, Femke Heemskerk und Ranomi Kromowidjojo) | 07:32,85 min           | 3. Dezember 2014       | Doha                   |
| NR = Niederländischer Rekord; Stand: 30. Juli 2016                                               |                                                                                                  |                                                                                                  |                                                                                                  |                        |                        |                        |